# La bicicleta (película)
La bicicleta calificada como drama, española estrenada en 2006, dirigida por Sigfrid Monleón.

## Sinopsis
Una muchacha que se gana la vida como mensajera, una mujer mayor casada que se reencuentra con el padre de su hijo, un niño que trabaja para un camello y un becario que planea irse a Londres emplean la bicicleta como medio de transporte en la ciudad. .
Una misma bicicleta que pasa por diferentes manos sirve para contar tres historias que corresponden a tres etapas en la vida de las personas: la preadolescencia, la juventud y la ancianidad, en la realidad es la historia de tres mujeres que han de elegir entre dos hombres. Ramón (José Miguel Sánchez), un niño de doce años, visita un viejo taller de bicicletas para arreglar un pinchazo. Allí encuentra a un anciano llamado Mario (Sancho Gracia), antiguo ciclista amateur, y se queda fascinado por una bicicleta que éste acaba de construir con piezas de diferentes modelos. El anciano decide cambiársela por la que ha traído pinchada. Ramón, huérfano de madre, vive con su padre, empleado en un desguace. Para tener algo de dinero en el bolsillo, Ramón y Óscar, su amigo del barrio, hacen de correo para un traficante de anabolizantes. El día que hace la entrega del último paquete de anabolizantes, un chico le roba la bicicleta. La bicicleta va a parar a manos de Julia (Bárbara Lennie), una chica de 20 años que ha dejado el pueblo para vivir en la gran ciudad, donde estudia chino. Por fin Julia encuentra un trabajo como bicimensajera. Gracias a su nuevo trabajo entabla amistad con Aurora (Pilar Bardem), una anciana del antiguo barrio marinero, la zona que le ha sido asignada en el trabajo, que vive en una casa que pronto será derribada para construir una avenida de pisos nuevos. Julia se marcha unos días de vacaciones a Londres, pero antes decide prestarle la bicicleta a Aurora. Un día, rascando la pintura del cuadro, Aurora lee la chapa donde está escrito el nombre y la dirección del taller de la bicicleta y encuentra a Mario un antiguo amor y el padre de su hija...

## Sobre el proyecto
La bicicleta es una película de corte naturalista con vocación ecologista (la reivindicación del transporte que da nombre a la película, la denuncia contra la especulación inmobiliaria) estructurada en varias historias en paralelo qué hablan del nacimiento del amor en la juventud, la capacidad de combate contra aquellas cosas que se desea cambiar, de la vitalidad como forma de desafío al paso de los años, y de la posibilidad de cerrar aquellas heridas abiertas lejanas. Todo ello puntuado con un discurso sobre cómo el azar va modificando caprichosamente las vidas de las personas.
Rodada con muy poco presupuesto, La bicicleta contó con la colaboración de Pilar Bardem que llegó al proyecto siguiendo el consejo de su Carlos –quien así mismo interpreta a un narcotraficante–, y de Sancho Gracia quien convenció a su hijo Rodolfo Sancho efectuar un pequeño cameo en la cinta. Javier Pereira, Juan José Otegui, Alberto Ferreiro y Cristóbal Suárez completaron el casting principal.
La cinta se proyectó en el Festival de Málaga.

## Palmarés
- Nominada a la Espiga de Oro en el Festival de Málaga (2006).[2]